# Suaeda taxifolia
Suaeda taxifolia là loài thực vật có hoa thuộc họ Dền. Loài này được (Standl.) Standl. miêu tả khoa học đầu tiên năm 1930.